# هیو استابینز
هیو استابینز پسر انگلیسی: Hugh Stubbins Jr) متولد ۱۹۱۲ در برمینگهم، آلاباما، معمار مدرنیست آمریکایی بود.
او را بخاطر شهرتش در ساخت برجهای تجاری و مراکز معروف دیگری می‌شناسند. کتابخانه ریاست جمهوری رونالد ریگان و نیز بانک فدرال رزرو بوستون از آثار متاخر اوست.
او دانش آموخته موسسه فناوری جرجیا و دانشگاه هاروارد بود.

## نگارخانه

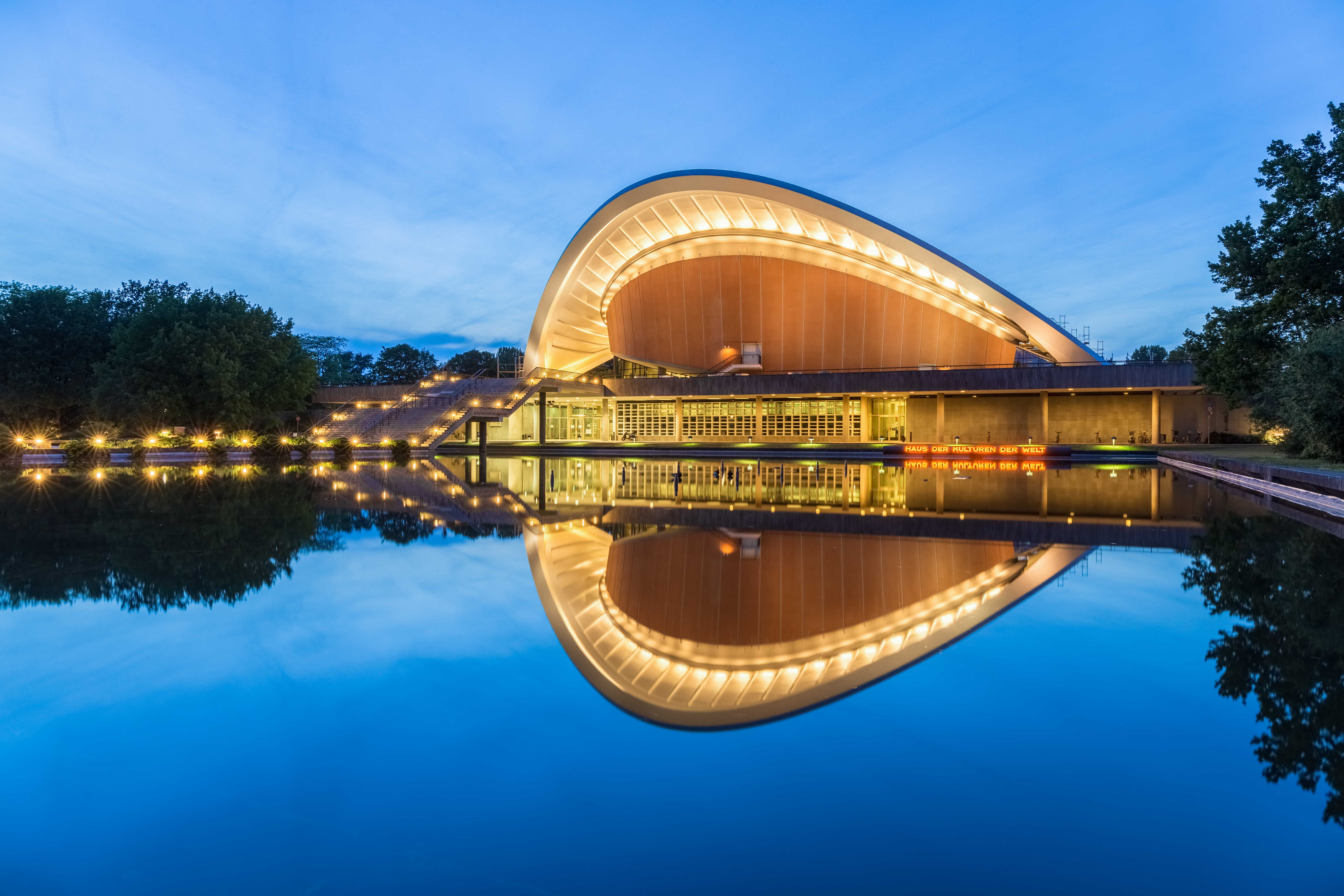
خانه فرهنگ‌های جهان در برلین، ۱۹۵۷
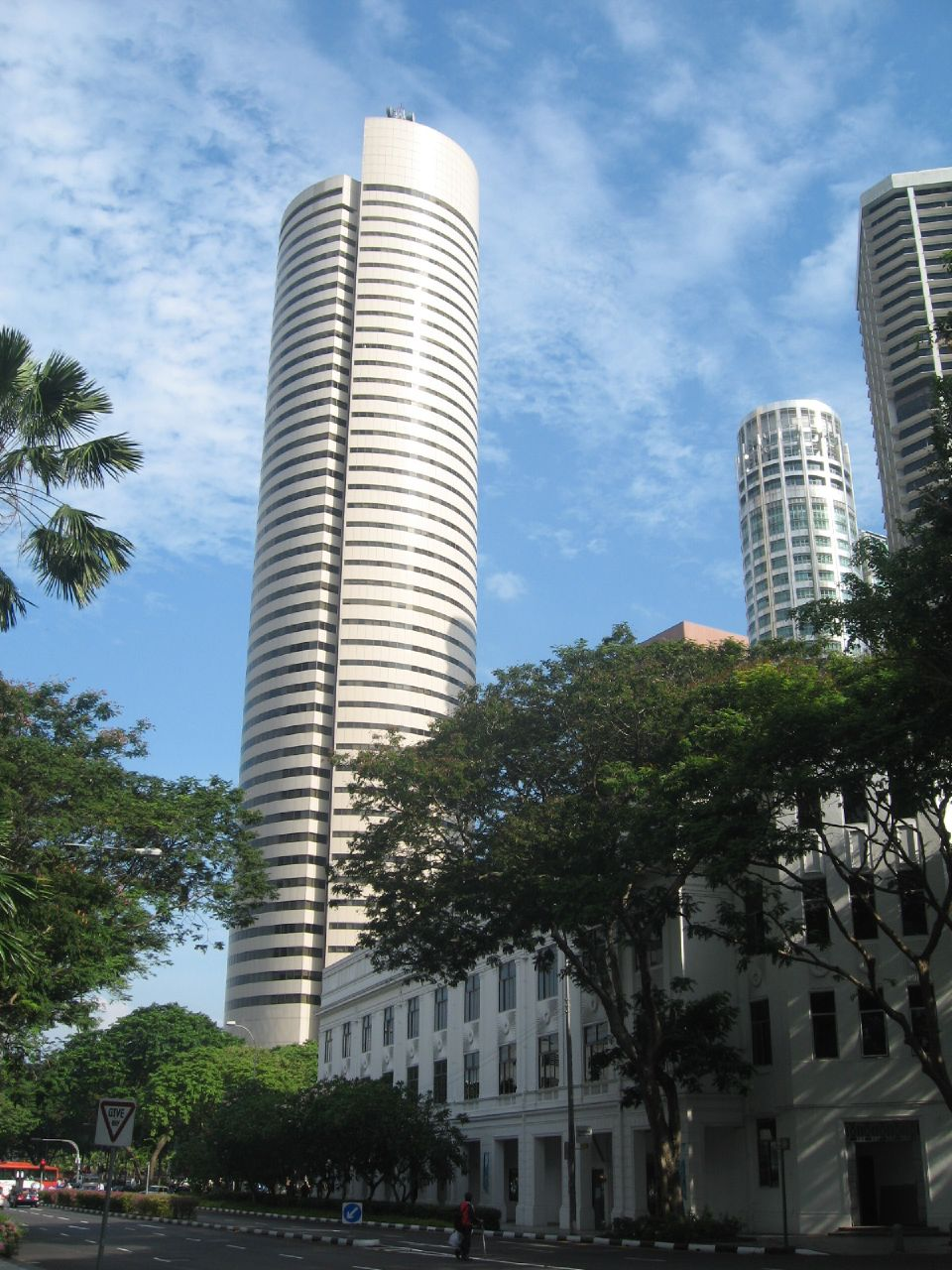
ساختمان خزانه‌داری سنگاپور، ۱۹۸۶
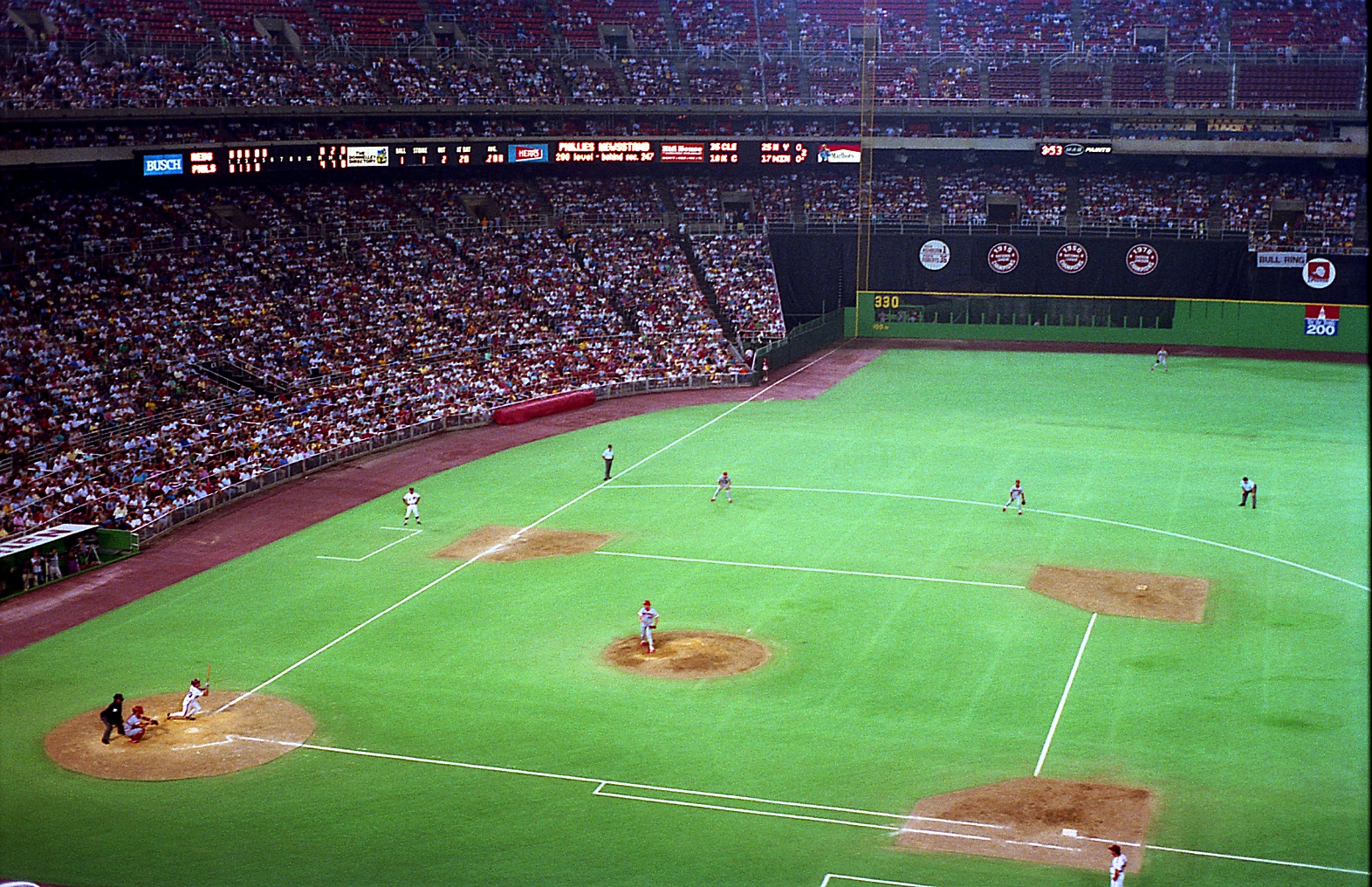
ورزشگاه وترنز در فیلادلفیا، ۱۹۷۱
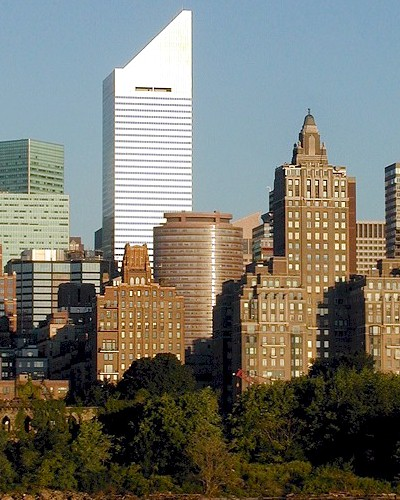
مرکز سیتی‌بنک، نیویورک، ۱۹۷۷